# Lapplandschild

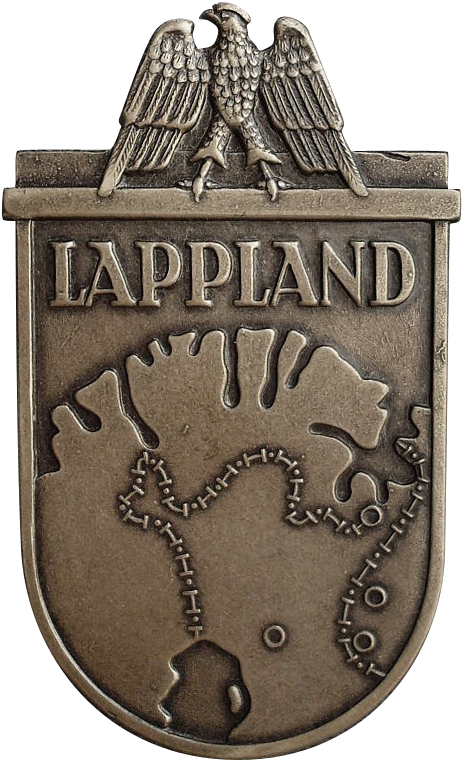
Der Lapplandschild (Replik)

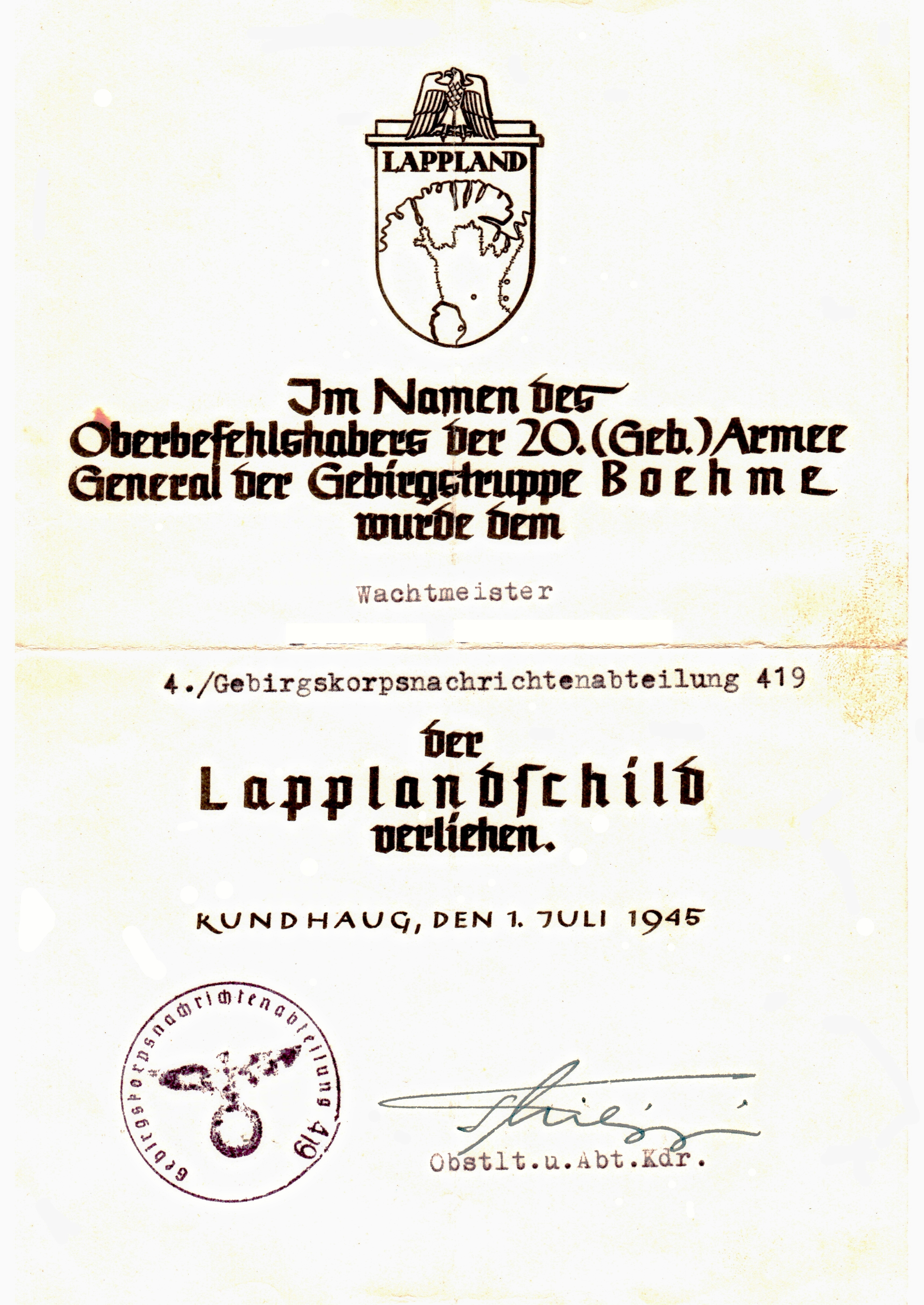
Urkunde zur Verleihung des Lapplandschildes

Der Lapplandschild war ein Traditionsabzeichen in der Art eines Ärmelschildes der deutschen Wehrmacht im Zweiten Weltkrieg, das zwar geplant, aber nicht mehr regulär vor dem 8. Mai 1945 gestiftet werden konnte.

## Hintergrund zur Schaffung dieser Auszeichnung
Am 3. September 1944, gegen Ende des Fortsetzungskrieges, schloss die finnische Regierung im Übereinkommen mit England sowie der Sowjetunion einen sofortigen Waffenstillstand ab, in dem unter anderem bestimmt wurde, dass die deutsche Wehrmacht bis 15. September 1944 Finnland komplett geräumt haben müsse. Am 4. September 1944, einem Montag, stellten daraufhin alle finnischen Truppen entlang der 800 Kilometer langen Front den Kampf ein. Zu diesem Zeitpunkt lagen etwa 100 km östlich der finnischen Grenze, also auf sowjetischen Territorium, die Stellungen der 20. Gebirgs-Armee unter ihrem damaligen Befehlshaber Lothar Rendulic. Rendulic blieben im Angesicht der Tatsachen nur zwei Alternativen: Die Kapitulation vor der Roten Armee oder aber der Rückzug über Finnland in das noch von der Wehrmacht besetzte Norwegen. Das Oberkommando der Wehrmacht befahl Rendulic schließlich, seine Einheiten nach Nordlappland auf die Linie Petsamo-Ivato-Skibotn zurückzuziehen (Birgen-Bewegung). Zu diesem Zeitpunkt umfasste die 20. Gebirgs-Armee neun Divisionen mit ca. 200.000 Mann, 60.000 Pferde und sonstige Tragetiere sowie die dafür notwendigen Lebens- und Munitionsreserven für volle 9 Monate. Schrittweise wurde geräumt:
- 15. Oktober 1944 Petsamo
- 25. Oktober 1944 Kirkenesund (Kirkenes)

Am 27. Oktober 1944 wurde nach schweren Kämpfen mit russischen, aber auch finnischen Einheiten Norwegen erreicht, die Absatzbewegung abgeschlossen und die neuen Stellungen bei in der Höhe des Lyngenfjords besetzt (siehe auch Lapplandkrieg). Danach kam es bis zum Kriegsende zu keinen weiteren Kampfhandlungen mehr in Lappland. Rendulic blieb bis 25. Januar 1945 Befehlshaber der 20. Gebirgs-Armee, bis er am 26. Januar 1945 den Oberbefehl über die Heeresgruppe Mitte erhielt. Sein Nachfolger bei der 20. Gebirgs-Armee wurde Franz Böhme. Kurz nach dessen Ernennung zum Oberbefehlshaber der 20. Gebirgs-Armee, im Februar 1945, wurde der Antrag auf Schaffung eines Lapplandschildes dann per Antrag an das Oberkommando des Heeres (OKH) gesandt.

## Stiftung oder Nichtstiftung

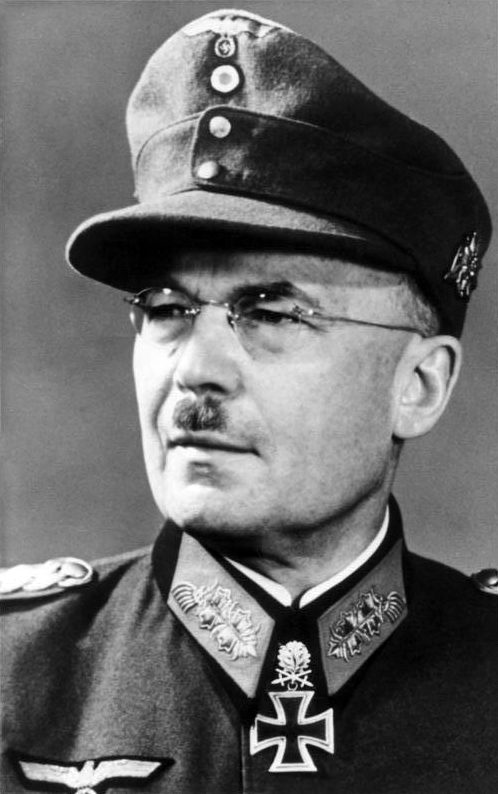
Generaloberst Lothar Rendulic, Oberbefehlshaber der 20. Gebirgs-Armee bis 25. Januar 1945

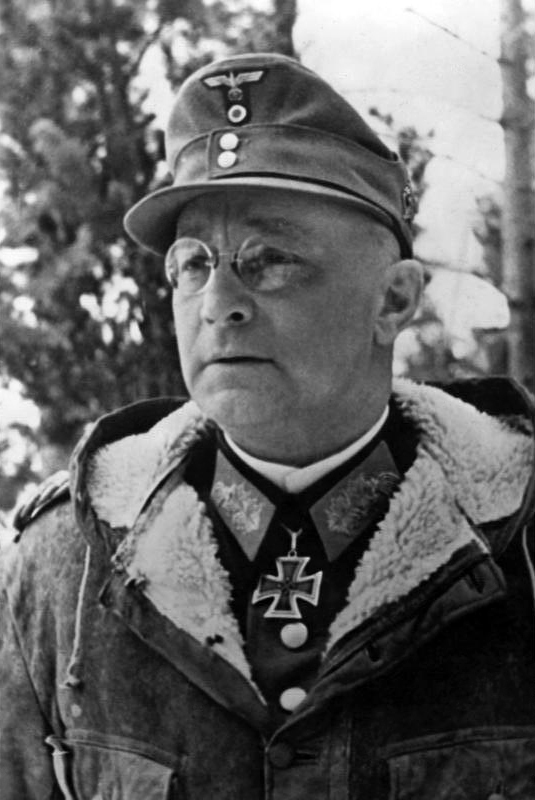
Generaloberst Franz Böhme, Oberbefehlshaber der 20. Gebirgs-Armee seit dem 26. Januar 1945, gilt als Initiator des Ärmelschildes Lappland

Schriftliche Aufzeichnungen von offizieller Seite, die zur Stiftung des Lapplandschildes führten, liegen nicht vor. Dennoch existieren zwei Beweise, die eine offizielle Stiftung zumindest in Betracht kommen lassen. Diese waren:

### Schreiben des Josef Remold
Josef Remold, ehemaliger Präsident der Bayerischen Bereitschaftspolizei schrieb am 20. April 1954 Dr. Klietmann: Als Adjutant der XX. Gebirgsarmee (Lappland) stellte ich im Auftrag des damaligen Oberbefehlshabers General Böhme den Antrag zur Einführung des Lapplandschildes an das OKH. Wenn Sie nun keine Unterlagen für die Stiftung des Schildes finden, so mag das daran liegen, dass unser Antrag erst gegen Ende Februar 1945 gestartet wurde und dass die Stiftung des Schildes kurz vor Kriegsende durch den Oberbefehlshaber des Heeres und lediglich durch Fernschreiben mitgeteilt worden ist. Ich kann mich an das Fernschreiben, das von Wilhelm Burgdorf unterzeichnet war, noch sehr gut erinnern.
Die darin ausgearbeiteten Verleihungsbedingungen durch das A.O.K. der 20. Gebirgsarmee besagen, dass der Schild als "Erinnerungsabzeichen" an alle Angehörigen der 20. Gebirgs-Armee ausgegeben werden sollte, die mindestens 6 Monate Dienst bei der Truppe getan hatten. Im Übrigen schlossen sich die sonstigen Verleihungsbedingungen denen anderer Ärmelschilde an.

### Soldbucheintragung eines Angehörigen der 21. Räumbootsflottille
Ein weiterer Indiz für eine Stiftung des Lapplandschildes vor der Kapitulation ist ein dementsprechender Eintrag in das Soldbuch eines Angehörigen der genannten 21. Räumbootsflottille. Diese Eintragung ist datiert auf dem 20. April 1945, also noch vor der Gesamtkapitulation der Wehrmacht am 8. Mai 1945.

### Stellungnahme des Bundesministeriums des Innern
Entgegen der genannten Aussagen und Eintragungen des Soldbuches, schrieb das Bundesministerium des Innern an die Internationale Gesellschaft für wissenschaftliche Ordenskunde Berlin am 7. Juli 1960: Die bisherigen Ermittlungen des Bundesministeriums des Innern haben ergeben, dass der Lapplandschild von dem örtlichen Befehlshaber der Lapplandfront eingeführt wurde, ohne dass der "Führer und Reichskanzler" die – erforderliche – Genehmigung erteilt hat. Der Lapplandschild wird daher nicht unter die wiederzugelassenen Auszeichnungen fallend angesehen, weil er – mangels dieser Genehmigung – nicht von einer "zuständigen deutschen Stelle" (im Sinne von §6 Absatz 1, Nr. 3 des Ordensgesetzes) gestiftet worden ist. Diese Aussage wird heute noch vom BMI vertreten.

## Verleihungsberechtigter Personenkreis
Die Aufstellung der 20. Gebirgs-Armee umfasste zum 12. April 1945 folgende Einheiten, die lt. Aussage von Remold verleihungswürdig gewesen wären::
20. Gebirgsarmee (ca. 200.000 Mann)
- XIX. Gebirgs-Korps (Heeresverband "Narvik")
  - 6. Gebirgs-Division
  - Grenadier-Brigade 388
  - 270. Infanterie-Division verschmolzen mit der Grenadier-Brigade 193

- Korps-Reserve
  - Fahrrad-Aufklärungs-Brigade "Norwegen"

- LXXI. Armeekorps
  - Grenadier-Brigade 504 (?)
  - 140. Division (Stab z.b.V.) "Kräutler"
  - Gebirgsjäger-Brigade 139 "Generaloberst Dietl"
  - 210. Infanterie-Division verschmolzen mit der Festungs-Brigade Lofoten
  - 230. Infanterie-Division

- XXXIII. Armeekorps
  - 14. Felddivision (L)
  - 702. Infanterie-Division
  - 295. Infanterie-Division

- LXX. Armeekorps
  - 280. Infanterie-Division
  - 274. Infanterie-Division
  - 613. Division (nur Hauptquartier)

- XXXVI. Gebirgs-Korps
  - Maschinengewehr-Ski-Brigade "Finnland"
  - Panzer-Brigade "Norwegen"

- Armee-Reserve
  - 7. Gebirgs-Division

## Wiederaufnahme der Verleihungen

Grobe Pressung des Lapplandschildes

Die Zeit für eine "Wiederbelebung" des Lapplandschildes fand man erst nach der Kapitulation wieder. Da die britische Gewahrsamsmacht unter General Henry Garfield Thorne Jr. das Tragen von Auszeichnungen in der Gefangenschaft gestattete, erließ die 20. Gebirgs-Armee an alle ihr unterstellten Einheiten Rundschreiben, denen die Stiftung, die Durchführungsbestimmungen sowie eine Skizze des Lapplandschildes beigelegt waren. Verbunden war dies mit der Auflage, dass die Kommandeure vor Ort die Schilde sowie die Verleihungsurkunden selbst beschaffen sollten.

## Verleihungspraxis und Verleihungszahlen
Die Vorarbeiten zur Herstellung des Lapplandschildes begannen erst nach dem 8. Mai 1945 und zogen sich bis Juli 1945 hin.
Mit der Aushändigung der ersten Schilde wurde im gleichen Monat begonnen. Diesbezügliche provisorische Urkunden sind mit Datum und Stempel (mit entferntem Hakenkreuz) von 1. Juli 1945 bis 18. September 1945 bekannt geworden. Die von dem Oberbefehlshaber Böhme angeordnete Verpflichtung an die jeweiligen Kommandeure vor Ort, die Schilde selbst zu beschaffen, führte in den einzelnen Einheiten auch zu unterschiedlichen Aussehen der Urkunden sowie der angefertigten Schilder. In vereinzelten Kommandobereichen, bestand sogar die Möglichkeit, Lapplandschilde gießen zu lassen. So ist bekannt, dass gelernte Gießer des Gebirgsjäger-Regiments 141 und 142 primitive Formen des Schildes gegossen haben und an all diejenigen Soldaten aushändigt haben, die schmelzbare Materialien anliefern konnten. Aufgrund der genannten Umstände sind von den Einheiten vor Ort auch keine Verleihungsbücher oder dergleichen geführt worden, so dass eine exakte Verleihungszahl nicht angegeben werden kann.

## Trageweise
Der Lapplandschild wurde in der Kriegsgefangenschaft wie alle Ärmelschilde der Wehrmacht, zur Uniform am linken Oberarm getragen.

## Material und Aussehen
Da der Lapplandschild aus den zur Verfügung stehenden Metallvorräten hergestellt worden ist und somit auch nicht einheitlich aus einem Material hergestellt werden konnte, existieren verschiedene Formen und Materialverwendungen. Bekannte Ausführungen sind in Aluminium aber auch aus diversen Buntmetallen hergestellt worden. Seine Maße waren ca. 72 × 49,5 mm. Der spitzzulaufende ovale Lapplandschild zeigt mittig die kartografische Darstellung des Lapplandgebietes mit überhöht dargestellten Schriftzug LAPPLAND. Über dem Schriftzug befindet sich auf einem querliegenden Balken ein rechtsblickender Adler mit angelegten Flügeln. Üblicherweise wurden durch den Lapplandschild kleine Löcher gebohrt, um ihn an der Uniform annähen zu können.

## Sonstiges
Da der Lapplandschild nicht offiziell vor der Kapitulation gestiftet worden war, darf das Abzeichen nach Bestimmung des Bundesministers der Verteidigung auch nicht getragen werden.